# Нова Суха (Сохачевський повіт)
Нова Суха (пол. Nowa Sucha) — село в Польщі, у гміні Нова-Суха Сохачевського повіту Мазовецького воєводства.
Населення — 388 осіб (2011).

## Демографія
Демографічна структура станом на 31 березня 2011 року:
|          | Загалом | Допрацездатний вік | Працездатний вік | Постпрацездатний вік |
| -------- | ------- | ------------------ | ---------------- | -------------------- |
| Чоловіки | 190     | 52                 | 117              | 21                   |
| Жінки    | 198     | 37                 | 112              | 49                   |
| Разом    | 388     | 89                 | 229              | 70                   |